# Inmigración marshalesa en los Estados Unidos
Marshallese estadounidenses son estadounidenses con ascendencia marshalesa, o personas de las Islas Marshall naturalizadas en los Estados Unidos. Según el censo de 2010, 22.434 personas de origen marshalés vivían en los Estados Unidos en ese momento, aunque es probable que ese número haya aumentado significativamente durante la última década. Una estimación reciente sitúa el número en aproximadamente 30.000 en 2018. Estados Unidos tiene la mayor concentración de habitantes de las Islas Marshall fuera de las Islas Marshall. La mayoría de estas personas de las Islas Marshall viven en Hawái y Arkansas, aunque también hay poblaciones significativas en Washington, California, Oklahoma y Oregón.

## Historia
En 1986, las Islas Marshall y los Estados Unidos establecieron un acuerdo denominado Tratado de Libre Asociación, según el cual el archipiélago alcanzó su plena soberanía. El tratado permite a Estados Unidos proporcionar defensa, "servicios sociales y otros beneficios a las Islas Marshall" a cambio de bases militares en las islas.
Bajo este tratado, los habitantes de las Islas Marshall también pueden viajar y trabajar en Estados Unidos sin tener visas, aunque deben ser residentes legales permanentes y pasar por el mismo proceso de naturalización igual al de todas las demás nacionalidades. Debido a que tienen el derecho legal de viajar y trabajar en los Estados Unidos, pocos inmigrantes marshaleses buscan o obtienen la ciudadanía.
La inmigración procedente de las Islas Marshall a los Estados Unidos comenzó en la década de 1980. Además, cuando se produjeron numerosos despidos en las Islas Marshall en 2000, hubo una segunda ola de migración de marshaleses a los Estados Unidos.
La mayoría de ellos emigraron a Hawái.[cita requerida] y Arkansas cuando Tyson Foods, el mayor distribuidor de carne de aves de corral del mundo, empleó a numerosas personas de las Islas Marshall en las islas. Por lo tanto, muchos empleados de las Islas Marshall fueron trasladados y reubicados en Springdale, Arkansas, a la sede corporativa de Tyson Foods. John Moody, el primer colono marshalés en Arkansas, llegó allí en la década de 1980.
Muchos marshaleses emigran a Estados Unidos para dar educación a sus hijos, mientras que otros marshaleses buscan mejores condiciones laborales o un mejor sistema de salud que el que encuentran en su país.
Además, desde 1996, muchos niños de las Islas Marshall han sido adoptados por padres estadounidenses. Entre 1996 y 1999, familias estadounidenses adoptaron a más de 500 niños de las Islas Marshall. Estas adopciones son resultado de la marginación social y la pobreza económica que padece la población del archipiélago. Las adopciones fueron impulsadas además por esquemas de trata poco éticos por los cuales algunos perpetradores enfrentan procesos judiciales.

## Demografía

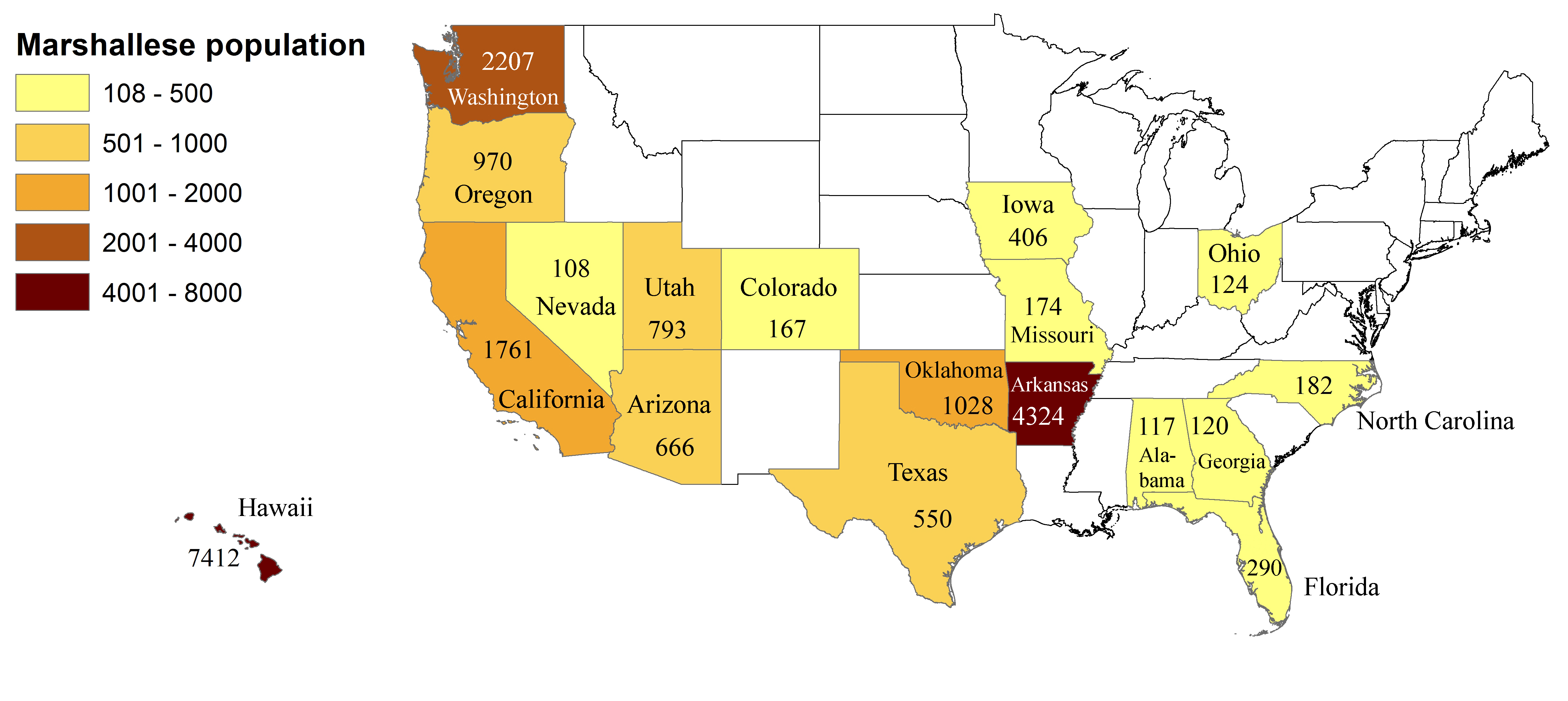
Número de habitantes de las islas Marshall por estado de EE. UU., Contado durante el censo de población de 2010. Los estados sombreados en blanco tenían menos de 100 marshaleses.

La mayoría de los estadounidenses de las Islas Marshall residen en Hawai y Arkansas. En 2020 se estima que unos 15.000 habitantes de las islas Marshall viven en Arkansas. La mayoría reside en el condado de Washington, principalmente en Springdale, y muchos trabajan allí para Tyson Foods. Hay 7.400 viviendo en Hawái.
Otras poblaciones importantes de marshaleses incluyen Spokane (Washington) y Costa Mesa (California). Según Karen Morrison, directora de Odyssey World International de Spokane, una organización sin fines de lucro que brinda servicios para inmigrantes, en el condado de Spokane vive una comunidad de 2.400 o 3.000 personas de origen marshalés. En 2006, las escuelas del área de Spokane tenían muchos estudiantes marshaleses, de modo que "las escuelas públicas de Spokane tienen 370 estudiantes cuyo idioma principal es marshalés"; estos estudiantes forman el segundo grupo, más numeroso después de los estudiantes de habla rusa (530 personas) y siguiendo a los de habla hispana (360 personas) en estas escuelas (en referencia a los idiomas distintos del inglés).
Las casas de los mariscales de Estados Unidos albergan a varias generaciones de la misma familia y están escasamente amuebladas. En términos generales, la población (que ahora tiene una dieta occidental) se ha visto afectada negativamente por la diabetes, las enfermedades cardíacas, la tuberculosis, la obesidad y el COVID-19.
Muchos marshaleses son bautistas. El grupo de estudio bíblico marshalés en Cross Church, una congregación bautista en Springdale, ha crecido rápidamente en los últimos años, aunque el servicio se realiza principalmente en inglés, ya que la iglesia carece de ministros que hablen marshalés con fluidez.
Los niños nacidos en los Estados Unidos de familias de las Islas Marshall tienen doble ciudadanía.

## Gente notable
- Anju Jason, practicante de taekwondo
- Todd Lyght, jugador de fútbol americano
- Haley Nemra, corredora de media distancia
- Kathy Jetn̄il-Kijiner, poeta y activista del cambio climático

## Pruebas nucleares de los Estados Unidos en las Islas Marshall
Durante los primeros diez años de la Guerra Fría, Estados Unidos detonó cerca de setenta bombas nucleares en las Islas Marshall.[14] La radiación de estas bombas fue cubierta por una cúpula de hormigón, la denominada cúpula de Runit, para proteger a la comunidad de los desechos nucleares. Desde su construcción, el interior de la cúpula ha tenido fugas, lo que ha generado preocupación entre los habitantes de las Islas Marshall. Los efectos de las pruebas nucleares provocaron la destrucción de islas enteras, defectos de nacimiento y problemas de salud de los residentes locales, por ejemplo, tumores cancerígenos. Hasta 2022, Estados Unidos no ha ofrecido disculpas a la comunidad marshalesa y no ha ayudado a su recuperación desde 1986, cuando el primer pacto exigía que Estados Unidos depositase 150 millones de dólares en un fondo fiduciario para reclamaciones relacionadas con la energía nuclear.
Kathy Jetnil-Kijiner ha escrito muchos poemas para resaltar este maltrato a la comunidad marshalesa, y ha filmado una cinta, Rise, frente a la cúpula de Runit, hablando sobre las luchas de su comunidad.